# SINPO (radio)
SINPO (Telegrafiförbindelser). SINPFEMO (Telefoni- och fjärrskriftförbindelser) är en kod för subjektiv rapportering av signalkvalitet vid radiomottagning av främst telefoni och fjärrskrift, men må om så önskas tillämpas även vid telegrafi. Koden är fastställd i Radioreglementet (RR) enligt definition av CCIR i Recommendation 251.
Här följer en översättning till svenska, baserad på den engelska versionen så som den återgivits i RR Appendix 15, version 1985.
| Skala | S                         | I                               | N                     | P                     | F             | E          | M                      | O              |
| ----- | ------------------------- | ------------------------------- | --------------------- | --------------------- | ------------- | ---------- | ---------------------- | -------------- |
| Skala | Signalstyrka              | Orsak till försämring           | Orsak till försämring | Orsak till försämring | Svajfrekvens  | Modulation | Modulation             | Allmänt omdöme |
| Skala | Signalstyrka              | Störningar från andra stationer | Atmosfäriskt brus     | Störd vågutbredning   | Svajfrekvens  | Kvalitet   | Grad                   | Allmänt omdöme |
|       |                           |                                 |                       |                       |               |            |                        |                |
| 5     | Utmärkt                   | Inga                            | Inget                 | Signalstyrkan stabil  | Inget svaj    | Utmärkt    | Perfekt                | Utomordentligt |
| 4     | God                       | Nästan inga                     | Nästan inget          | En aning svaj         | Mycket ångsam | God        | Bra                    | Bra            |
| 3     | Acceptabel                | Något                           | Något                 | Tydlig svaj           | Långsam       | Acceptabel | Användbart             | Acceptabelt    |
| 2     | Dålig                     | Mycket                          | Mycket                | Kraftig svaj          | Snabb         | Dålig      | Svag                   | Dåligt         |
| 1     | Nätt och jämnt uppfattbar | Svåra                           | Svårt                 | Mycket djup svaj      | Mycket snabb  | Usel       | Konstant övermodulerat | Oanvändbart    |

En signalrapport ska inledas med koden SINPFEMO direkt följt av en 8-ställig grupp med kvalitetsiffrorna. Vid saknade data ersätts siffror med X. Exempel: SINPFEMO 345435X4

## Krav för maskinsändning (RR tabell I)
| Allmänt omdöme   | Möjligt system                                             |
| ---------------- | ---------------------------------------------------------- |
|                  |                                                            |
| 5. Utomordentlig | 4-kanals tidfördelad multiplex (TDM)                       |
| 4. Bra           | 2-kanals tidfördelad multiplex                             |
| 3. Acceptabelt   | Nätt och jämnt tillräckligt för 1-kanals start/stop-system |
| 2. Dålig         | Stopp-begäran, omfrågning och anropsignaler läsbara        |
| 1. Oanvändbart   | Oläsligt                                                   |

## Krav för morsetelegrafering (RR tabell II)
| Allmänt omdöme   | Möjligt system                                      |
| ---------------- | --------------------------------------------------- |
|                  |                                                     |
| 5. Utomordentlig | Snabbsändning                                       |
| 4. Bra           | 500-takt                                            |
| 3. Acceptabelt   | 250-takt                                            |
| 2. Dålig         | Stopp-begäran, omfrågning och anropsignaler läsbara |
| 1. Oanvändbart   | Oläsligt                                            |

## Krav för telefoni (RR tabell III)
| Allmänt omdöme   | Trafikförhållande                                                                              | Kvalitet                                        |
| ---------------- | ---------------------------------------------------------------------------------------------- | ----------------------------------------------- |
|                  |                                                                                                |                                                 |
| 5. Utomordentlig | Signalkvaliteten påverkas ej alls                                                              | Kommersiellt tillräckligt                       |
| 4. Bra           | Signalkvaliteten obetydligt försämrad                                                          | Kommersiellt tillräckligt                       |
|                  |                                                                                                |                                                 |
| 3. Acceptabelt   | Signalkvaliteten kraftigt försämrad; tillräckligt bra för yrkessignalister och vana abonnenter | Nätt och jämnt godtagbart för kommersiellt bruk |
|                  |                                                                                                |                                                 |
| 2. Dålig         | Nätt och jämnt användbart för yrkessignalister                                                 | Otillräckligt för kommersiellt bruk             |
| 1. Oanvändbart   | Oanvändbart även för yrkessignalister                                                          | Otillräckligt för kommersiellt bruk             |